# Dotykové napětí
Dotykové napětí je elektrické napětí mezi vodivými částmi, kterých se člověk nebo hospodářské zvíře dotýká současně. Podle normy ČSN je považováno za bezpečné dotykové napětí (tedy napětí, které není lidskému životu nebezpečné) napětí do 50 V.
Zvláštním typem dotykového napětí je krokové napětí, které vzniká překlenutím dvou míst s rozdílným potenciálem lidským krokem. Tento zvláštní typ dotykového napětí vzniká např. v místech v okolí na zem spadlých drátů vysokého napětí a je velice nebezpečný. Příčinou vzniku je v daném případě rychle klesající elektrický potenciál země s rostoucí vzdáleností od místa spadlých drátů. Při chůzi směrem k nebezpečnému místu pak vzniká mezi nohama současně se dotýkajícíma země právě toto životu nebezpečné dotykové napětí.